# آدریانا سیویری
آدریانا سیویری (ایتالیایی: Adriana Sivieri؛ زادهٔ ۲۱ ژوئن ۱۹۱۸ - ۱۷ نوامبر ۱۹۷۰) بازیگر اهل ایتالیا بود.
از فیلم‌ها یا مجموعه‌های تلویزیونی که وی در آن‌ها نقش داشته‌است، می‌توان به برنج تلخ اشاره نمود.